# Winchester (Indiana)
Winchester és una població dels Estats Units a l'estat d'Indiana. Segons el cens del 2000 tenia 5.037 habitants.

## Demografia
Segons el cens del 2000, Winchester tenia 5.037 habitants, 2.171 habitatges, i 1.350 famílies. La densitat de població era de 627,4 habitants/km².
Dels 2.171 habitatges en un 27,4% hi vivien nens de menys de 18 anys, en un 48,1% hi vivien parelles casades, en un 10,5% dones solteres, i en un 37,8% no eren unitats familiars. En el 33,7% dels habitatges hi vivien persones soles el 16,2% de les quals corresponia a persones de 65 anys o més que vivien soles. El nombre mitjà de persones vivint en cada habitatge era de 2,23 i el nombre mitjà de persones que vivien en cada família era de 2,83.
Per edats la població es repartia de la següent manera: un 22,2% tenia menys de 18 anys, un 8,9% entre 18 i 24, un 27,4% entre 25 i 44, un 22% de 45 a 60 i un 19,6% 65 anys o més.
L'edat mediana era de 40 anys. Per cada 100 dones de 18 o més anys hi havia 84,9 homes.
La renda mediana per habitatge era de 28.500$ i la renda mediana per família de 37.607$. Els homes tenien una renda mediana de 28.947$ mentre que les dones 22.226$. La renda per capita de la població era de 17.753$. Entorn del 10,9% de les famílies i el 15% de la població estaven per davall del llindar de pobresa.

## Poblacions properes
El següent diagrama mostra les poblacions més properes.